# Halone servilis
Halone servilis là một loài bướm đêm thuộc phân họ Arctiinae, họ Erebidae.